# خاگوی گراندی
خاگوی گراندی (به اسپانیایی: Jagüey Grande) یک منطقهٔ مسکونی در کوبا است که در استان ماتانزاس واقع شده‌است. خاگوی گراندی ۸۸۲ کیلومتر مربع مساحت و ۸۷٬۷۷۱ نفر جمعیت دارد و ۱۳۵ متر بالاتر از سطح دریا واقع شده‌است.